# Ригвардата (Кјети)
Ригвардата (итал. Riguardata) је насеље у Италији у округу Кјети, региону Абруцо.
Према процени из 2011. у насељу је живело 37 становника. Насеље се налази на надморској висини од 289 м.